# Abinadab
Abinadab är ett israelitiskt personnamn, som i Gamla Testamentet bars av bland andra en son till Isai och bror till David (Första Samuelsboken 16:8) och en av Sauls söner (Första Samuelsboken 31:2).